# KV Возничего
KV Возничего (лат. KV Aurigae) — одиночная переменная звезда в созвездии Возничего на расстоянии (вычисленном из значения параллакса) приблизительно 11978 световых лет (около 3672 парсеков) от Солнца. Видимая звёздная величина звезды — от +14,4m до +12,3m.

## Характеристики
KV Возничего — красная углеродная пульсирующая полуправильная переменная звезда типа SRB (SRB) спектрального класса C. Эффективная температура — около 3494 К.